# Huis Duckenburg
Huis Duckenburg is de naam van een voormalig kasteel en nu de naam van een landhuis in Nijmegen, in de naar het landgoed genoemde wijk Dukenburg waarvan nu alleen nog een verbouwde oranjerie bestaat.

## Geschiedenis

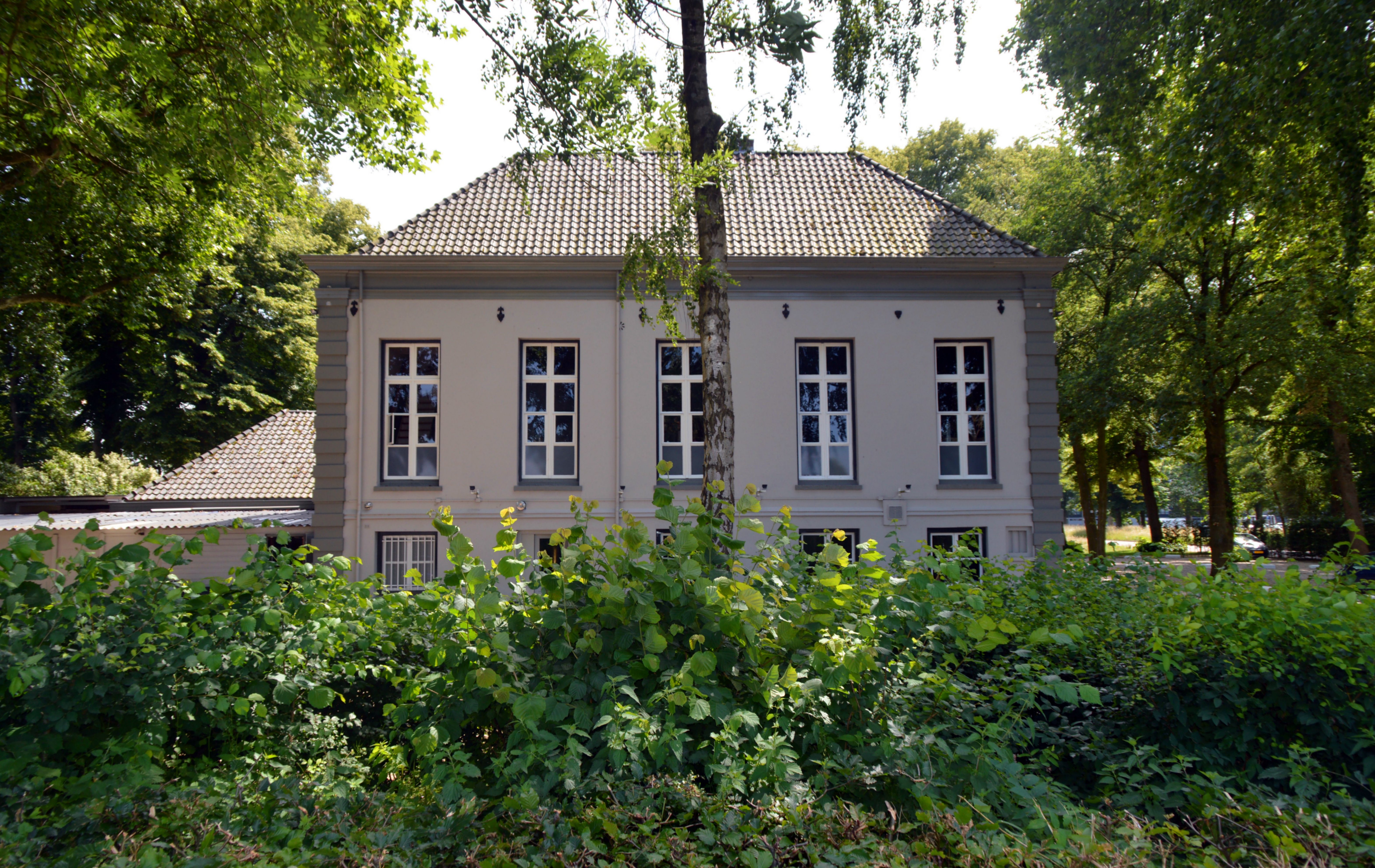
Huis Duckenburg

Kasteel Duckenburg wordt voor het eerst vermeld in een akte van 1379. Het werd in de eeuwen daarna geregeld gebruikt, vanwege de strategische ligging, als militair hoofdkwartier. Het was tevens voorwerp van (gedeeltelijke) verwoestingen waarna het helemaal werd afgebroken in 1720 en vervangen door een eenvoudig huis van twee verdiepingen. Wat nu nog rest zijn waarschijnlijk de resten van de oranjerie, gebouwd in 1730. Ook het grand canal van het landgoed bestaat nog.

### Bewonersgeschiedenis
Het was vanaf 1688 in het bezit van de familie Van Schuylenburch en in 1720 in bezit van mr. Adriaan van Schuylenburg, zoon van mr. Willem van Schuylenburch, heer van Duckenburg (1646-1707), schepen en burgemeester van 's-Gravenhage, die het had gekocht. Adriaan verkocht het in 1736 aan zijn stiefzoon mr. Willem Arend de Quay, heer van den Baarendonck en van Duckenburg (1704-1781). In 1767 werd het gekocht door Willem Carel des H.R. Rijksridder Snouckaert van Schauburg (1717-1790), lid van de familie Snouckaert van Schauburg, die zich daarna heer van Duckenburg noemde. Het werd op afbraak ter koop aangeboden in oktober 1819 en in 1822 vond die afbraak plaats.
In de 19e eeuw was het eigendom van en werd het bewoond door zoutzieder Johannes van Roggen, heer van den Duckenburg (1860-1934). In 1898 kocht Nicolaas van Haaren het landgoed met een oppervlakte van 335 ha. Na het overlijden van Nicolaas van Haaren bleef zijn vrouw Elisabeth Ackermans, zus van Hendrik Willem-medestichter van de gelijknamige holding Ackermans & van Haaren,- er tot 1914 wonen. In 1915 verwierf het gezin van jhr. Anne Elise Willem Rutgers van Rozenburg (1861-1929) het landgoed; zijn erfgenamen verkochten het in 1929 aan de gemeente Nijmegen die het zeventig jaar later weer verkocht en waarna het nu dienstdoet als restaurant.